# Christoph Bechteler
Christoph Bechteler (* 13. Dezember 1935 in Berlin) ist ein freischaffender Metallbildhauer.

## Lebenslauf
Christoph Bechteler wurde 1935 als Sohn des Bildhauers Theo Bechteler und seiner Frau Elfriede in Berlin-Gatow geboren. Er lebte ab 1943 in Immenstadt und machte eine Motorenbaulehre, die er in Berlin mit Prüfung abschloss. Bis 1959 war er als Werkzeugbauer in Immenstadt und Augsburg tätig.
Von 1959 bis 1962 besuchte er die Akademie der Bildenden Künste in München (bei Heinrich Kirchner), später studierte er an der Hochschule für Bildende Künste in Hamburg bei Gustav Seitz.
Seit 1966 lebt er als freischaffender Metallbildhauer in Augsburg.

## Werke (Auswahl)
- Arbeiten in Augsburg

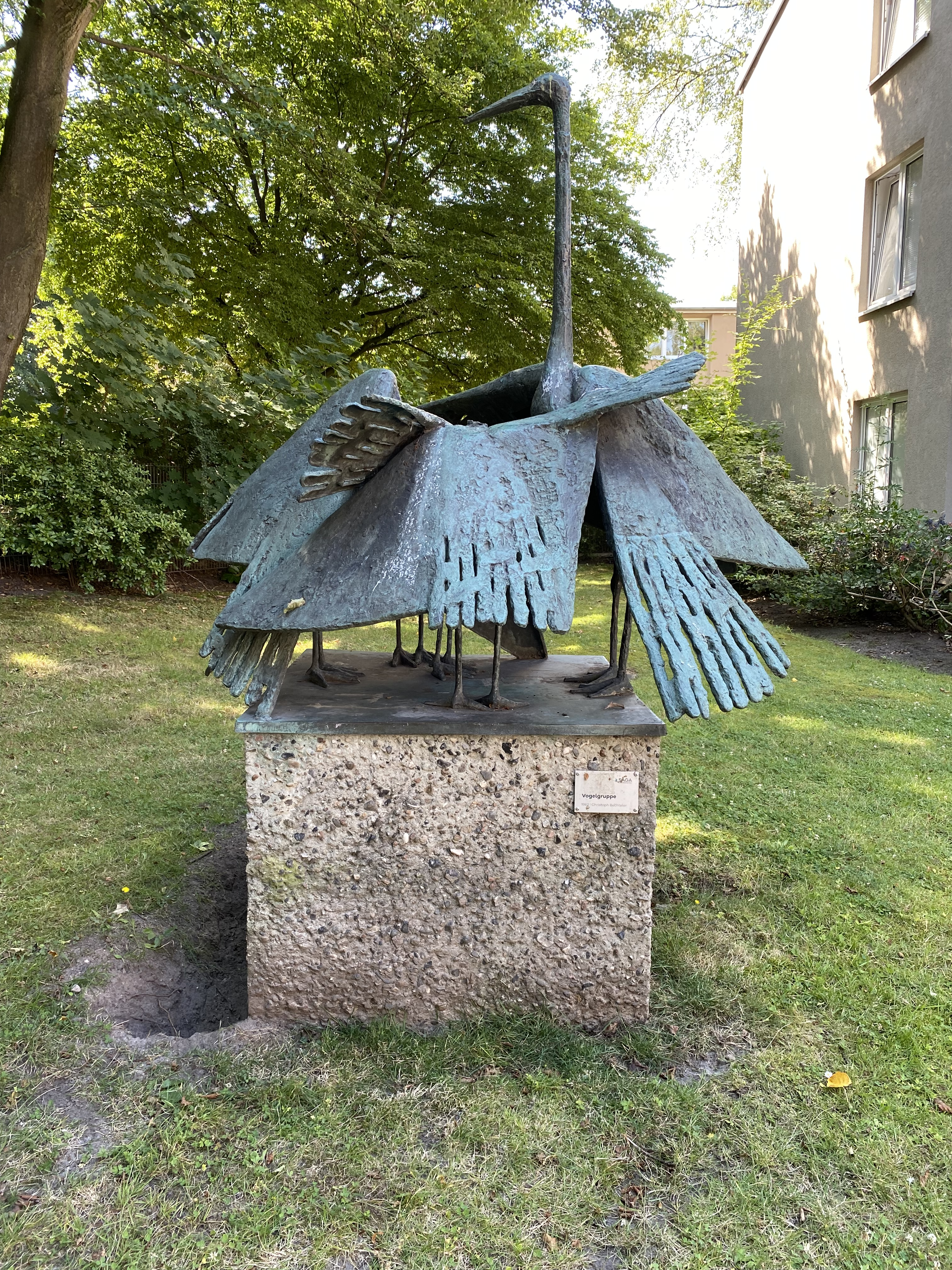
Vogelgruppe, 1962, Weistritzstraße in Hamburg-Lurup

  - Chromstahlplastik an der Berufsschule (1970)
  - Brunnen am Rudolf-Diesel-Gymnasium (1973)
  - Bronzebrunnen auf dem Bahnhofsvorplatz (1986/87, zusammen mit seinem Vater Theo Bechteler)
  - Schalenbrunnen am Haus Tobias (1991)
  - Brunnen am Grandel-Haus in der Altstadt[1]
  - Turm im Pferseepark in (1996)

- Arbeiten im Augsburger Umland
  - Johannesbrunnen in Königsbrunn (zusammen mit seinem Vater Theo Bechteler)
  - Ärztebrunnen in Dinkelscherben

## Preise und Auszeichnungen
- Förderpreis der Stadt Augsburg (1966)
- Kunstpreis der Diözese Augsburg (1969, zusammen mit seinem Vater Theo Bechteler und seiner Schwester Else Bechteler-Moses)

## Quelle
- Die Abgewanderte(n) von Gunther le Maire
- Homepage von Christoph Bechteler